# Victor Henry Huston
Victor Henry Huston (ur. 13 października 1890 w Belfast, zm. 10 kwietnia 1941 w Coventry) – irlandzki as myśliwski Royal Air Force z okresu I wojny światowej z 6 potwierdzonymi zwycięstwami powietrznymi.
Victor Henry Huston urodził się w Belfaście w Irlandii. Jednak mieszkał w Vancouver w Kanadzie, gdzie zaciągnął się do wojska. Do Francji przybył w 1915 roku, a rok później został przeniesiony do Royal Flying Corps.
17 grudnia 1916 roku został przydzielony do No. 18 Squadron RAF wyposażonego w samoloty Royal Aircraft Factory F.E.2. Pierwsze zwycięstwo powietrzne odniósł 15 lutego 1917 roku w okolicach Grevillers razem z obserwatorem p. s. Taylorem. Drugie i trzecie 5 kwietnia nad dwoma samolotami Albatros D.II w okolicach Inchy razem z obserwatorem G. N. Blennerhasse. A ostatnie szóste nad niemieckim samolotem Albatros D.V wspólnie z pilotem H. S. Kerbym z No. 3 Squadron RNAS 27 maja. W lipcu 1917 roku Huston odszedł z 18 dywizjonu i służył w drugiej linii. W sierpniu 1918 roku został promowany na stopień Flight Commander i oddelegowany jako instruktor do Chile do Chilean Air Force. Odszedł ze służby w listopadzie 1919 roku. Zginął podczas bombardowania Coventry w 1941.